# Bouillé-Ménard
Bouillé-Ménard is een gemeente in het Franse departement Maine-et-Loire in de regio Pays de la Loire. De plaats maakt deel uit van het arrondissement Segré. Bouillé-Ménard telde op 1 januari 2022 775 inwoners.

## Geografie
De oppervlakte van Bouillé-Ménard bedroeg op 1 januari 2022 15,79 vierkante kilometer; de bevolkingsdichtheid was toen 49,1 inwoners per km².

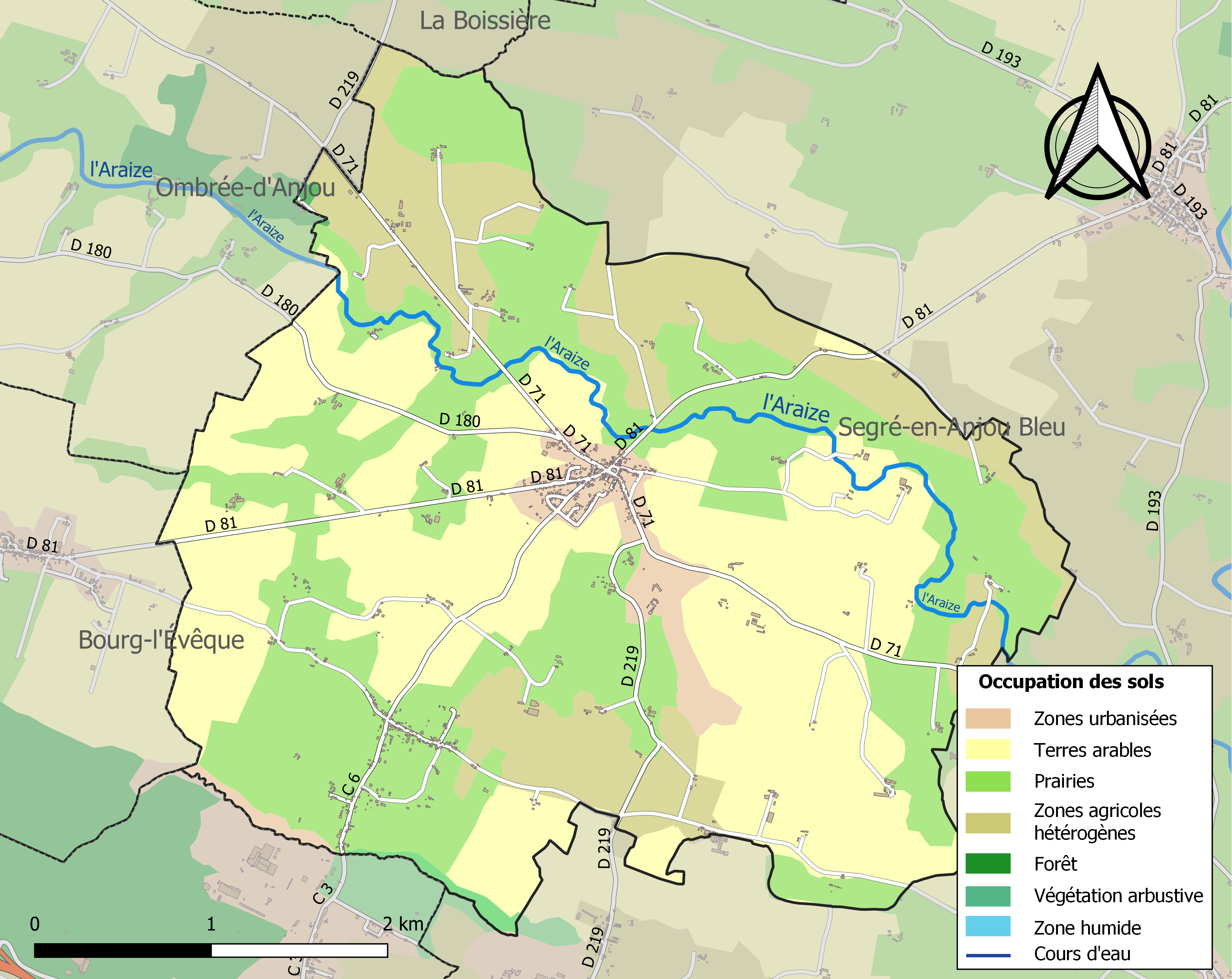
Kaart van de gemeente met de belangrijkste infrastructuur, bodemgebruik en omliggende gemeenten

## Demografie
Onderstaande figuur toont het verloop van het inwonertal.
Angrie · Armaillé · Bouillé-Ménard · Bourg-l'Évêque · Candé · Carbay · Challain-la-Potherie · Chazé-sur-Argos · Loiré · Ombrée d'Anjou · Segré-en-Anjou Bleu